# ピトキン郡 (コロラド州)
ピトキン郡（英: Pitkin County）は、アメリカ合衆国コロラド州の中央部西に位置する郡である。2010年国勢調査での人口は17,148人であり、2000年の14,872人から15.3％増加した。郡庁所在地はアスペン市（人口6,658人）であり、同郡で人口最大の都市でもある。郡名はコロラド州第2代知事フレデリック・ウォーカー・ピトキンに因んで命名された。ピトキン郡はアメリカ合衆国の郡の中で一人当たりの所得が2009年時点で93,465米ドルと第4位である。

## 地理
アメリカ合衆国国勢調査局に拠れば、郡域全面積は973.23平方マイル (2,520.7 km2)であり、このうち陸地は970.42平方マイル (2,513.4 km2)、水域は2.81平方マイル (7.3 km2)で水域率は0.29％である。

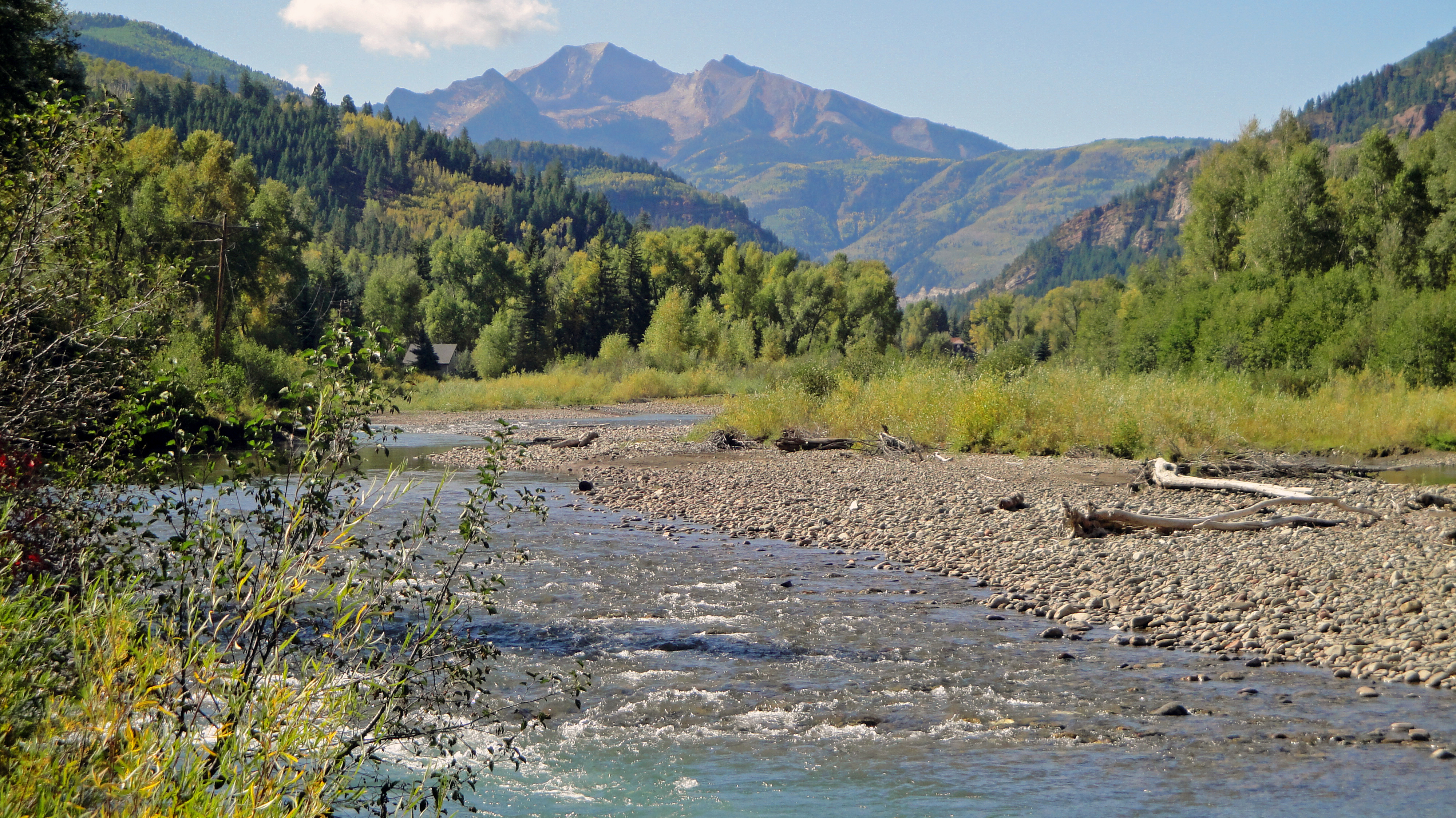
クリスタル川とエルク山脈

### 隣接する郡
- イーグル郡 - 北東
- レイク郡 - 東
- チャフィー郡 - 南東
- ガニソン郡 - 南
- メサ郡 - 西
- ガーフィールド郡 - 北西

## 人口動態
以下は2000年国勢調査による人口統計データである。
| 基礎データ - 人口: 14,872人 - 世帯数: 6,807 世帯 - 家族数: 3,185 家族 - 人口密度: 6人/km2（15人/mi2） - 住居数: 10,096軒 - 住居密度: 4軒/km2（10軒/mi2） 人種別人口構成 - 白人: 94.33% - アフリカン・アメリカン: 0.53% - ネイティブ・アメリカン: 0.27% - アジア人: 1.12% - 太平洋諸島系: 0.04% - その他の人種: 2.37% - 混血: 1.34% - ヒスパニック・ラテン系: 6.54% 年齢別人口構成 - 18歳未満: 16.7% - 18-24歳: 7.7% - 25-44歳: 38.3% - 45-64歳: 30.5% - 65歳以上: 6.8% - 年齢の中央値: 38歳 - 性比（女性100人あたり男性の人口） - 総人口: 115.1 - 18歳以上: 117.4 | 世帯と家族（対世帯数） - 18歳未満の子供がいる: 21.1% - 結婚・同居している夫婦: 38.7% - 未婚・離婚・死別女性が世帯主: 5.3% - 非家族世帯: 53.2% - 単身世帯: 35.8% - 65歳以上の老人1人暮らし: 3.5% - 平均構成人数 - 世帯: 2.14人 - 家族: 2.77人 収入と家計 - 収入の中央値 - 世帯: 59,375米ドル - 家族: 75,048米ドル - 性別 - 男性: 40,672米ドル - 女性: 33,896米ドル - 人口1人あたり収入: 40,811米ドル - 貧困線以下 - 対人口: 6.2% - 対家族数: 3.0% - 18歳未満: 4.4% - 65歳以上: 5.6% |

## 都市と町
- アスペン - 郡庁所在地
- アシュクロフト
- メレディス
- レッドストーン
- スノウマス
- スノウマスビレッジ
- バソルト（イーグル郡にも跨っている）
- ウッディクリーク（ジャーナリストハンター・S・トンプソンの没地）

## 国有林と原生地

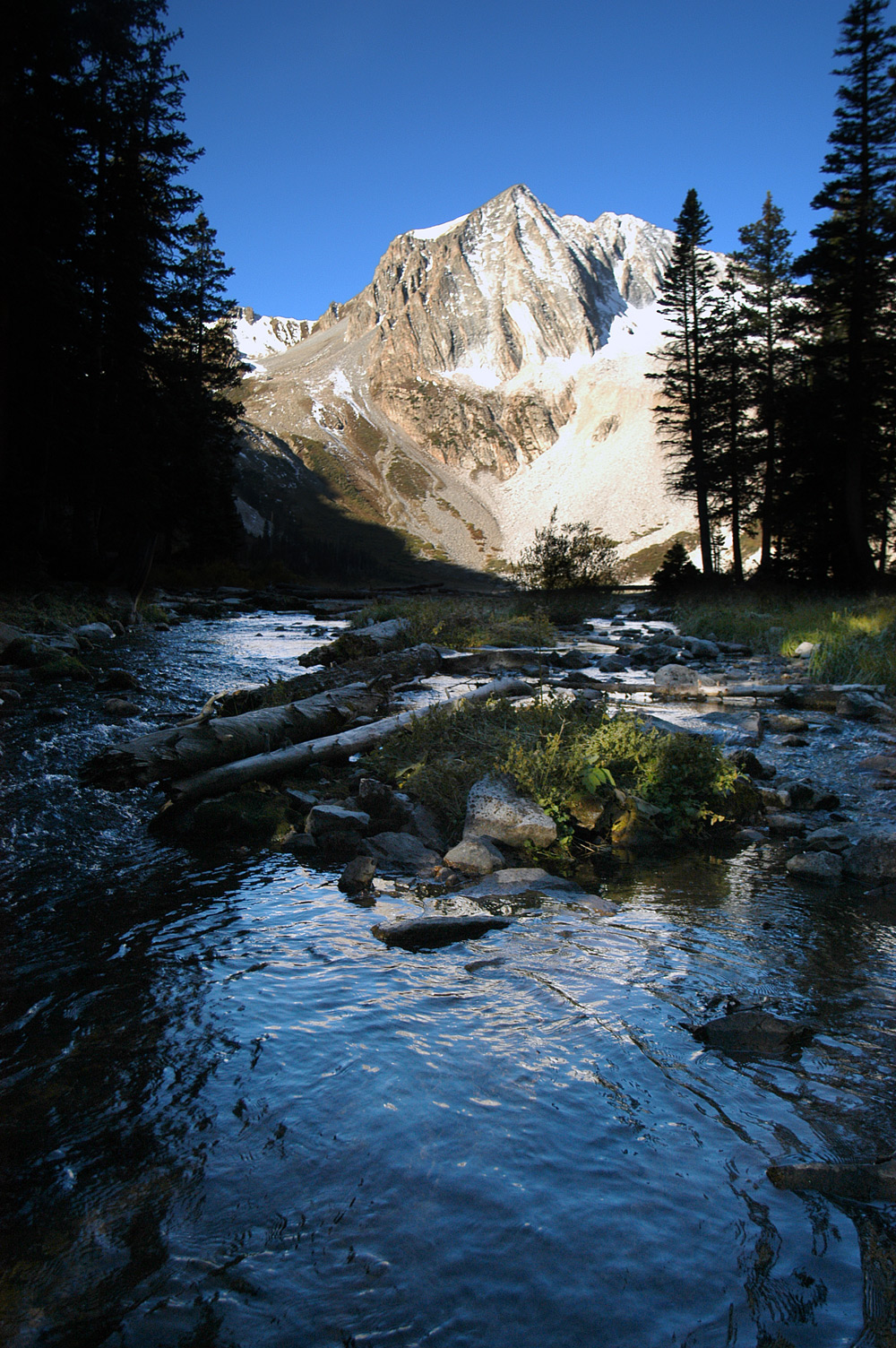
スノウマス峰とスノウマス湖

- ホワイト川国立の森
- カレッジエイトピークス原生地
- ホリークロス原生地
- ハンター・フライングパン原生地原生地
- マルーンベルズ・スノウマス原生地

## トレイル
- アメリカン・ディスカバリー・トレイル
- 大陸分水界国立景観トレイル

## 景観道路
- ウェストエルクループ景観側道